# Rio Muqui do Norte
Rio Muqui do Norte är ett vattendrag i Brasilien.   Det ligger i delstaten Espírito Santo, i den sydöstra delen av landet, 900 km sydost om huvudstaden Brasília.
Omgivningen kring Rio Muqui do Norte är en mosaik av jordbruksmark och naturlig växtlighet. Området är ganska tätbefolkat, med 222 invånare per kvadratkilometer.